# Milà-Sanremo 1931

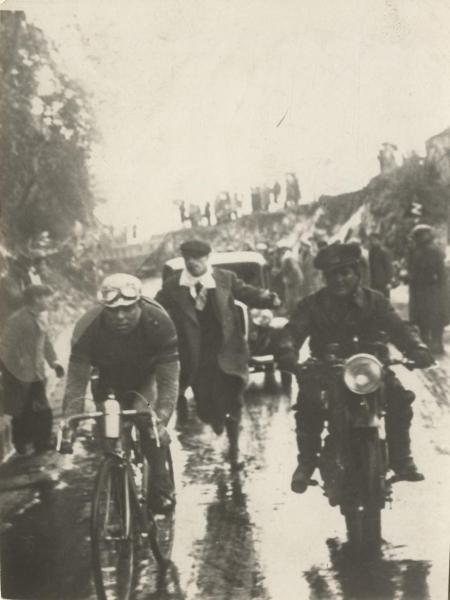
Fotografia de l'edició de 1931 amb Learco Guerra en primer pla.

La Milà-Sanremo 1931 fou la 24a edició de la Milà-Sanremo. La cursa es disputà el 22 de març de 1931, sent el vencedor final l'italià Alfredo Binda.
140 ciclistes hi van prendre part, acabant la cursa 106 d'ells.

## Classificació final
|    | Ciclista            | Equip              | Temps      |
| -- | ------------------- | ------------------ | ---------- |
| 1  | Alfredo Binda       | Legnano-Hutchinson | 9h 35' 00" |
| 2  | Learco Guerra       | Maino              | m. t.      |
| 3  | Domenico Piemontesi | Bianchi-Pirelli    | m. t.      |
| 4  | Fabio Battesini     | Maino              | m. t.      |
| 5  | Michele Mara        | Bianchi-Pirelli    | m. t.      |
| 6  | Pio Caimmi          | Gloria             | m. t.      |
| 7  | Alfredo Carniselli  | -                  | m. t.      |
| 8  | Emilio Codazza      | -                  | m. t.      |
| 9  | Leonida Frascarelli | Legnano-Hutchinson | m. t.      |
| 10 | Allegro Grandi      | Bianchi-Pirelli    | m. t.      |